# Minnesota Twins
Los Minnesota Twins (en español, Mellizos de Minesota) son un equipo profesional de béisbol de los Estados Unidos con sede en Mineápolis, Minesota. Compiten en la División Central de la Liga Americana (AL) de las Grandes Ligas de Béisbol (MLB) y juegan sus partidos como locales en el Target Field.
El equipo fue fundado en Washington D.C. en 1901 como uno de los ocho equipos originales de la Liga Americana con el nombre de Washington Senators. En 1905 cambiaron su denominación por la de Washington Nationals, con el que tuvieron un prolongado éxito en los años 1920 y 1930, lidereados por Bucky Harris, Goose Goslin, Sam Rice, Manush Heinie, Joe Cronin y sobre todo Walter Johnson. Clark Griffith se unió al equipo en 1912 y se convirtió en el dueño en 1920. En 1961 se mudaron los Senadores que jugaban en Washington D.C. hacia la ciudad de Minneapolis, en Minnesota, con el nombre de mellizos. La franquicia se mantuvo bajo la propiedad de la familia Griffith hasta 1984.

## Historia

### 1901-1960: Washington Senators/Nationals
Los Senadores de Washington, club de béisbol, fue una de las 8 franquicias de la Liga Americana. El club fue fundado en Washington, D.C. en 1901 con el nombre de los Senadores de Washington. En 1905, el equipo cambió oficialmente su nombre a los Nacionales de Washington. El nombre "Nacionales" apareció en sus uniformes solo por dos temporadas y fue reemplazado con la "W" logo que permaneció por 52 años. Para ese tiempo, de 1911 a 1933, los Senadores fueron una de las franquicias más conocidas en las Ligas Mayores. El róster del equipo, incluía a los miembros del Hall de la Fama como Goose Goslin, Sam Rice, Joe Cronin, Bucky Harris, Heinie Manush, y uno de los más grandes pitchers de todos los tiempos: Walter Johnson. Pero los Senadores son recordados por sus años de campañas perdedoras, mediocridad y de infortunio, incluyendo seis últimos lugares wn la década de los años 1940 y 1950. Joe Judge, Cecil Travis, Buddy Myers, Roy Sievers y Eddie Yost fueron otros jugadores notables de los Senadores cuyas carreras se desarrollaron en la obscuridad y mediocridad de este equipo.

### Sus inicios
Cuando la Liga Americana formó su Liga Mayor en 1901, la nueva liga se cambió de la Liga del Oeste en Kansas City, con el cambio de franquicia a Wasnhington, D.C. ciudad que se había sentido abandonada un año antes por la Liga Nacional. El club en Washington que era el único, debería de ser llamado Senadores.
Los Senadores, inician su historia como un consistente equipo perdedor, al momento que el columnista de la Crónica de San Francisco, Charley Dryden bromeaba: "Washington: Primero en la guerra, primero en la paz y último en la Liga Americana". En 1904, los Senadores perdieron 113 juegos y a la siguiente temporada, los dueños del equipo, trataron de mejorarlo, cambiando el nombre del equipo a los Nacionales. El nombre de Senadores fue nombrado ampliamente por los fanáticos y periodistas, dado que ambos nombres se utilizaban para referirse al equipo de béisbol, aunque usaban el nombre acortado de "Nats". El mote de los Senadores fue oficialmente restaurado en 1956.

### El Big Train llega
El Club continúa perdiendo a pesar de haberse agregado en 1907, al talentoso jugador de 19 años, un pitcher llamado Walter Johnson, quién sería una de las máximas estrellas del equipo. Reclutado en el rural Kansas, Johnson era un tipo alto, hombre con brazos largos quién utilizaba una forma inusual de lanzar, con una bola muy rápida que nadie había visto antes. Johnson rompió el año de 1910, cuando el ponchó a 313 bateadores con un promedio de carreras limpías de 1.36 y ganó 25 juegos para un club perdedor. Con una carrera de 21 años, fue ingresado al Hall de la Fama y fue llamado "Big Train" (El gran tren), dado que ganó 417 juegos y ponchó a 3509 bateadores, un récord en la Liga Mayor de permaneció por 50 años.

### Nuevo estadio, nuevo mánager
En 1911, los Senadores dejaron el estadio de madera y se mudaron a un moderno estadio de concreto y de acero en la misma ciudad. Llamado primero National Park y más tarde renombrado Griffith Stadium, después que el hombre que fue nombrado mánager de Washington en 1912 tenía nombre sinónico con el dueño del club: Clark. Un pitcher estrella en la Liga Nacional con los Colts de Chicago en la década de 1890, Griffith brincó a la Liga Americana en 1901 y fue mánager con los Medias Blancas de Chicago y los Highlanders de Nueva York. Walter Johnson en 1911 con 25 victorias, no sirvió de mucho para que los Senadores finalizaran en el lugar número siete en esa temporada. En 1912, los Senadores tuvieron un personal de pitcheo con un promedio de carreras y de ponches, como el mejor de la Liga. Johnson ganó 33 juegos y Bob Groom agregó otros 24 juegos para ayudar a los Senadores a finalizar en esa temporada en el segundo lugar, detrás de los Medias Rojas de Boston. Los Senadores continuaron con una competición adecuada, y en 1913, Walter Johnson ganó su más alto número de victorias con 35 y el equipo finalizó otra vez en segundo lugar, esta vez por detrás de los Atléticos de Filadelfia. Iniciando la temporada de 1916 los Senadores regresaron a la mediocridad. Griffith, frustrado con los dueños del equipo y el no poder controlar los intereses en el equipo, en 1920 dejó su puesto de mánager un año después, para irse al equipo como presidente.

### 1924: Primer título de la Liga Americana y Primera Serie Mundial ganada
En 1924, Griffith nombró al segunda base Bucky Harris de 27 años, como mánager-jugador.  Le llamaban "The Boy Wonder" (El muchacho maravilloso). Ese equipo tenía al hitero Goose Goslin y a Sam Rice y un sólido personal de pitcheo encabezado por el jugador de 36 años Walter Johnson, "The Big Train" y así los Senadores capturaron su primer título de la Liga Americana con dos juegos de ventaja sobre Babe Ruth y los Yankees de Nueva York. Se enfrentarían al campeón de la Liga Nacional, representado por los Gigantes de Nueva York, quienes llegaron al Clásico por novena vez en su historia y por cuarto año consecutivo. Los Senadores aparecían por primera vez y Walter Johnson "The Big Train" por primera vez en su carrera. Con 36 años y su temporada número 18 en las Grandes Ligas, siempre con los Senadores. Ganó 23 juegos este año (1924) con siete derrotas y en su récord podía leerse que tenía 11 campañas de 20 o más victorias, incluida una de 33 y otra de 36. Tenía ya 377 juegos ganados en Grandes Ligas.
La Serie Mundial de 1924 se celebró del 4 al 10 de octubre, en la siguiente forma: Juegos uno, dos seis y siete, en el Griffith Stadium de los Senadores. Juego tres, cuatro y cinco, en el Polo Grounds de los Gigantes. La Serie Mundial fue ganada por los Senadores 4juegos a tres siendo esta la única Serie Mundial ganada por la franquicia durante los 64 años que permaneció en Washington D.C.

### Detalles de la Serie Mundial de 1924
- La victoria clave de los Senadores para ganar la Serie Mundial en esta primera aparición del equipo en el Clásico, fue la que lograron en el dramático sexto juego, 2-1. Tom Zachary redujo a los Gigantes a siete hits y el mánager-pelotero Bucky Harris trajo al home las dos carreras del triunfo con sencillo en el quinto inning.
- Zachary ganó dos juegos, con efectividad de 2.04. Goslin bateó para.344, tres jonrones e impulsó siete carreras. Harris también remolcó siete carreras y bateó para.333.
- Cuatro de estos Senadores llegaron al Halla de la Fama: Bucky Harris, Walter Johnson y los outfielders Leon (Goose) Goslin y Sam Rice.
- Walter Johnson había lanzado 12 brillantes innings en el primer juego, con 12 strikeouts. Sin embargo, perdió esa vez. El ganador, Art Nehf, también tiró los 12 innings.
- Los dos roletazos que en el séptimo juego pasaron por encima de la cabeza de Fred Lindstrom, después que la pelota pegara contra algún objeto o desnivel, se hicieron tan famosos que él fue después varias veces a Washington para reconstruir en broma los dos casos.
- Este año, se impuso en las Series Mundiales el 2-3-2, en el ritmo de los juegos de home-club que sigue vigente, ahora ya con un día de descanso en cada cambio de sede.

### 1925: Construyendo una tradición ganadora: Segundo título de la Liga Americana
Los Senadores regresaron a defender su título logrado el año anterior. Se enfrentaban al campeón de la Liga Nacional, los Piratas de Pittsburgh ausentes en Serie Mundial desde el año 1909. La figura notable de los Senadores era Walter "The Big Train" Johnson que había terminado esa temporada con 20-7, porcentaje en carreras limpias de 3.07 y a los 37 años, seguían siendo el hombre de confianza del joven mánager Buck Harris.
La Serie Mundial de 1925 se celebró del 7 al 15 de octubre en la siguiente forma: Juegos uno, dos, seis y siete en el Forbes Field de los Piratas. Los juegos tres, cuatro y cinco, en el Griffith Stadium de los Senadores. La Serie Mundial fue ganada por los Piratas de Pittsburg 4 juegos a 3.

### Detalles de la Serie Mundial de 1925
- Los Piratas tuvieron que ganar seguidos los tres últimos juegos para no perder la Serie. Primera vez que un equipo se recuperaba de desventaja de 1-3 victorias.
- La victoria que encaminó a los Piratas a la conquista definitiva de la Serie, fue la del sexto juego. Eddie Moore puso a ganar al equipo 3-2, con jonrón de una carrera en el quinto inning y esa fue la pizarra final para empatar todo a tres juegos ganados por equipo.
- En el séptimo juego, los Senadores se veían grandes con Walter Johnson sobre la lomita. Además, estallaron al abridor de los Piratas, Vic Aldrige, al comenzar la acción. Le anotaron cuatro carreras antes de poder hacer el segundo out del primer inning. Pero la ofensiva Pirata respondió bien y a tiempo, el bullpen manejó bien el resto del juego y Ray Kremer se hizo ganador con Red Oldham con el juego salvado.
- Max Carey, centerfieler y segundo bate de los Piratas, bateó para.458.
- En el octavo inning del tercer juego, el relevista de los Senadores, Firpo Marberry, bateó fuera de su turno, se sacrificó y adelantó así un corredor. Pero los Piratas no protestaron, por lo que la jugada quedó como buena. Único caso de este tipo en la historia de las Series Mundiales.
- Tres de los Piratas de este año, llegaron al Hall de la Fama: el tercera base Pie Traynor, el centerfielder Max Carey y el rightfielder Kiki Cuyler.

### 1933: Tercer título en la Liga Americana
Después de que Walter Johnson se retiró en 1927, los Senadores tuvieron pocas campañas perdedoras regresando a ser contendientes en 1930 con Johnson en ese tiempo como mánager. Pero después que los Senadores terminaron tercero en 1931 y 1932 quedando atrás de los poderosos Atléticos de Filadelfia y de los Yankees de Nueva York respectivamente, Griffith despidió a Johnson siendo una víctima de estas expectativas.
Con un nuevo mánager en 1933, Griffith regresó a la fórmula que le había dado resultados en 1924 y nombre al jugador de 26 años, shortstop Joe Cronin, como mánager-jugador. Esto dio resultados terminando los Senadores 99-53 siete juegos de ventaja de los Yankees de Nueva York. Se enfrentarían al campeón de la Liga Nacional: los Gigantes de Nueva York.
La Serie Mundial de 1933 se realizó del 3 al 7 de octubre en la siguiente forma: Juegos uno y dos en el Polo Grounds de los Gigantes. Juegos tres, cuatro y cinco en el Griffith Stadium de los Senadores. La Serie Mundial fue ganada por los Gigantes de Nueva York 4 juegos a uno.

### Detalles de la Serie Mundial de 1933
- El presidente Franklin Delano Roosevelt lanzó la primera pelota del tercer juego en Washington Y fue el único que ganaron los Senadores.
- Después de esta Serie de 1933, los Gigantes pidieron que en vez de entregarles relojes, como era costumbre para premiar a los ganadores del clásico, les dieran sortijas. Y así, desde entonces, ya no solo en el béisbol sino también en otros deportes, se entregan sortijas como símbolo de la victoria.
- El zurdo Carl Hubbell, especialista del lanzamiento llamado screwball, ganó dos juegos sin permitir carrera alguna. Lanzó 20 innings y dejó 15 struckouts. EFectividad de 0.00.
- Mel Ott fue líder de bateo con.399. Además de su jonrón ganador en el juego final, bateói de 4-4 en la primera fecha con otro cuadrangular y tres carreras impulsadas.

### Regreso a la segunda división
Los Senadores volvieron a las andadas, ocupando el séptimo lugar en 1934. Debido que la asistencia del público no fue buena, después de esta temporada, Griffith cambió a Cronin a los Medias Rojas de Boston por el shortstop Lun Lary y 225 mil dólares en efectivo. (En ese momento Cronin estaba casado con la sobrina de Griffith, Mildred). Después del regreso de Harris como mánager de 1935 a 1942 y de 1950 a 1954, Washington permaneció siendo un equipo más perdedor que ganador por los siguientes 25 años, siendo contendiente con el talento que se había quedado con los años de la Segunda Guerra Mundial de 1943 a 1945. Washington volvió a recuperar su lema: "Primero en la guerra, primero en la paz y último en la Liga Americana".

### "Bonus Baby" y su poder de muñecas
Pero en 1954, el scout de los Senadores Ossie Bluege, firmó a un jugador de 17 años, originario de Payette, Idaho, llamado Harmon Killebrew. Fue firmado por un bono de 30 mil dólares, pero el papel que desempeñó Killebrew en la liga fue tan rápido para el resto de 1954 con los Senadores que fue nombrado como "Bonus Baby". Killebrew estuvo entre los Senadores y las ligas menores por pocos años. Él fue el tercera base regular de los Senadores en 1959, siendo el líder de la Liga Americana en jonrones con 42 además de iniciar en el juego de estrellas por el equipo de la Liga Americana.

### Mirando hacia el oeste
Clark Griffith falleció en 1955 y su sobrino e hijo adoptivo Calvin tomaron la presidencia del equipo. El vendió el Griffith Stadium a la ciudad de Washington sin haber opción de volverlo a comprar, dando origen a la especulación que el equipo estaba planeando mudarse, como lo habían hecho los Bravos, los Cafés y los Atléticos, todos ellos en el inicio de la década de 1950's. Después de una pequeña negociación con San Francisco, en 1957 Griffith tuvo pláticas con Minneapolis-San Paul en un prolongado proceso que resultó en que las ciudades mellizas fueran ideal para la mudanza: La Liga Americana se opuso al cambio de sede en un principio, pero en 1960 esto se aceptó: Los Senadores podían cambiarse dado que ellos serían reemplazados por un equipo de expansión que también se llamarían Senadores para 1961. Los viejos Senadores se fueron a Minnesota con el nombre de Mellizos. El dueño de los Senadores Calvin Griffith mencionó en una reunión del Club de Leones en 1978 que ellos eligieron Minnesota "porque encontramos solo 15 mil negros aquí"

### Los Senadores de Washington en la cultura popular
El largo tiempo competitivo del equipo fue ficcionado en el libro The Year the Yankees Lost the Pennant, un legendario musical de Broadway además de una película: Damm Yankees. El protagonista es Joe Boyd, un vendedor de edad mediana y un sufrido fanático de toda la vida del equipo de béisbol los Senadores de Washington. En esta comedia-drama musical basado en la leyenda de Fausto, Boyd vende su alma al diablo y por medio del slugger Joe Hardy, el "el gran bateador de los Senadores necesita también su alma (como habla por él con voz distorsionada es el inicio del drama). Su bateador de hits, hace que los Senadores ganen la Liga Americana sobre el dominante equipo de los Yankees. Una de las canciones de este musical, "You Gotta Have Heart", es frecuentemente tocada en los juegos de béisbol.

## Datos importantes
Mejor temporada: 1965 (102 ganados - 60 perdidos)
Peor temporada: 1904 (38 ganados -113 perdidos)
Más larga seguidilla de ganados: 1991 (15 juegos, entre el 1 de junio y el 16 de junio)

## Grandes jugadores

### Miembros delSalón de la Fama
- Rod Carew
- Steve Carlton
- Walter "Big Train" Johnson
- Jim Kaat
- Harmon "Killer" Killebrew
- Paul Molitor
- Tony Oliva
- Kirby Puckett
- Dave Winfield
- Joe Mauer

### Estrella actuales
| - Scott Baker - Nick Blackburn - Alexi Casilla - Michael Cuddyer - Carlos Gómez - Jason Kubel - Francisco Liriano | - Joe Mauer - Justin Morneau - Joe Nathan - Glen Perkins - Kevin Slowey - Denard Span - Delmon Young |

### Estrellas del pasado
| - Rick Aguilera - Bob Allison - Juan Berenguer - Bert Blyleven - Pat Borders - Orlando Cabrera - Gary Gaetti - Mudcat Grant - Eddie Guardado - Jimmie Hall - Brian Harper - Kent Hrbek | - Jacque Jones - Jim Kaat - Corey Koskie - Joe Mays - Jim Merritt - Doug Mientkiewicz - Jack Morris - Tony Oliva - Camilo Pascual - Jim Perry - A.J. Pierzynski | - Brad Radke - Jeff Reardon - Juan Rincón - Luis Rivas - Roy Sievers - Shannon Stewart - César Tovar - Zoilo Versalles - Frank Viola - Al Worthington - David Ortiz - Johan Santana - Torii Hunter |

### Números retirados

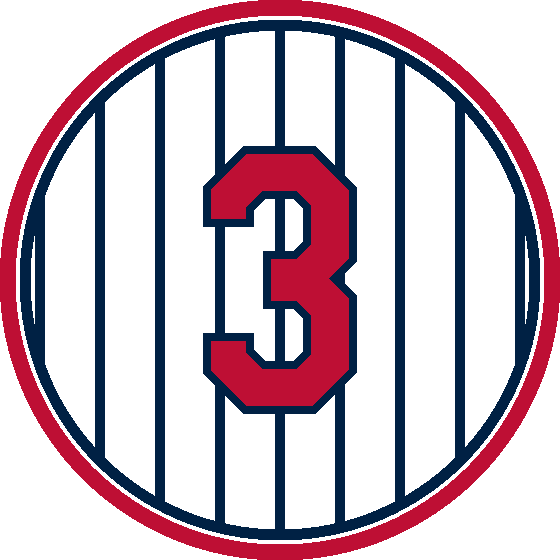
Harmon Killebrew (LF-1B-3B). Retirado el 4 de mayo de 1975.
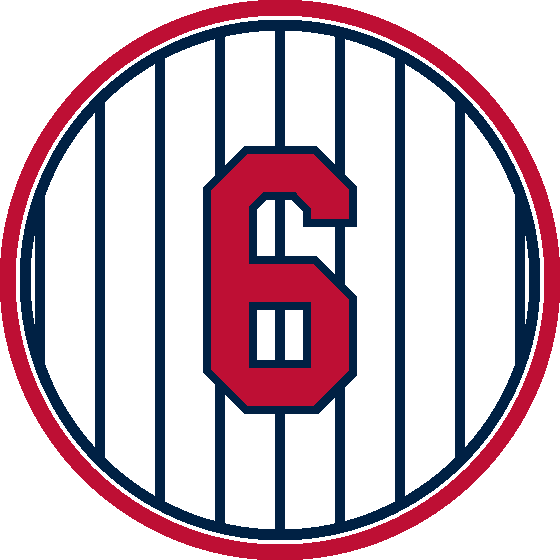
Tony Oliva (RF-DH-Coach). Retirado el 14 de julio de 1991.
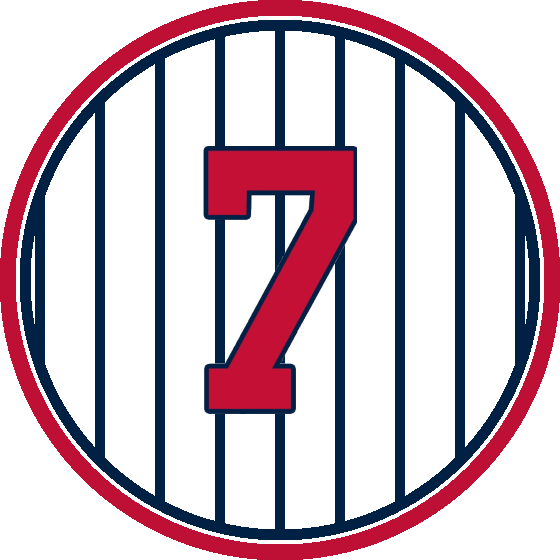
Joe Mauer (C-1B). Numero 7 retirado el 15 de junio de 2019.
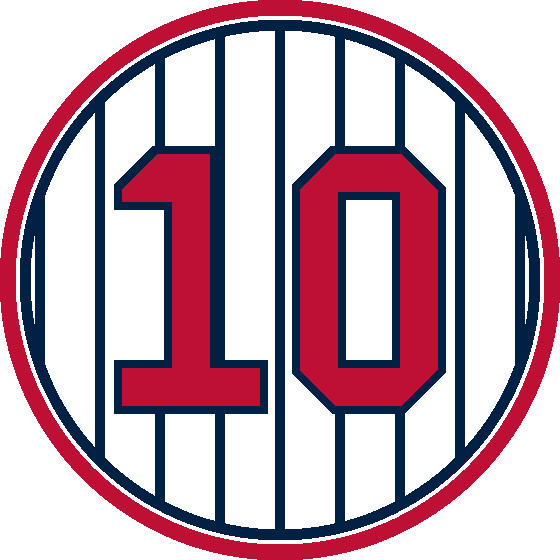
Tom Kelly (Mánager). Retirado el 8 de septiembre de 2012.
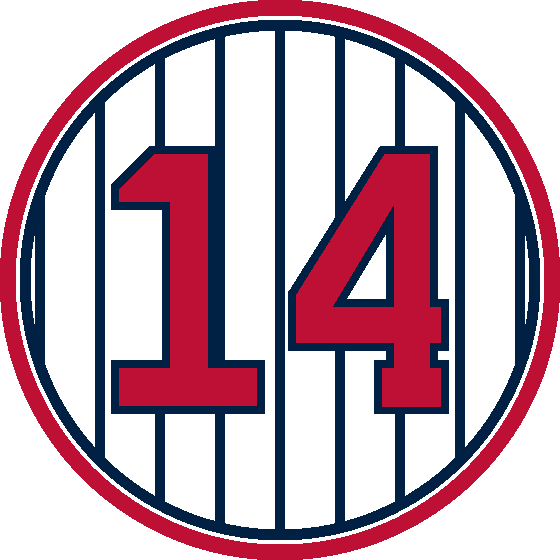
Kent Hrbek (1B). Retirado el 13 de agosto de 1995.
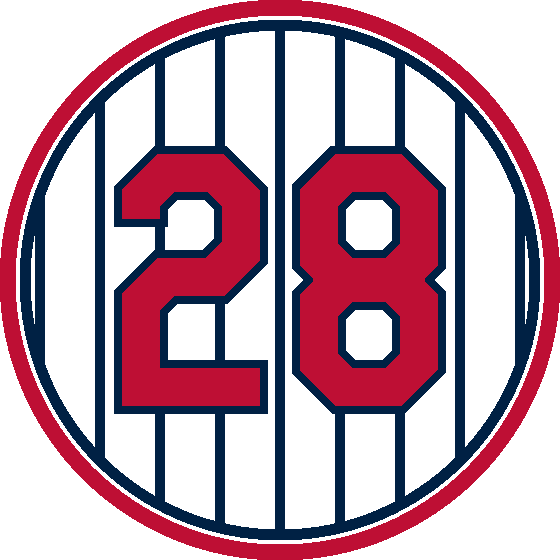
Bert Blyleven (P). Retirado el 16 de julio de 2011.
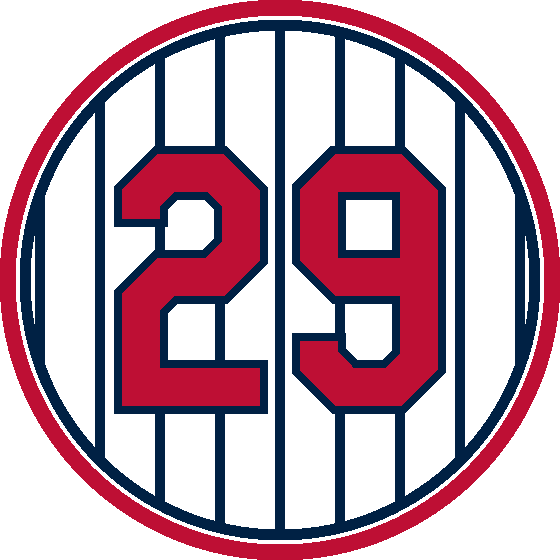
Rod Carew (1B-2B). Retirado el 19 de julio 1987.
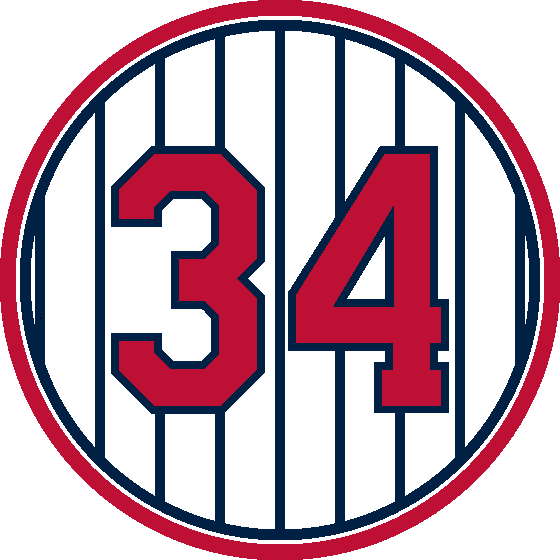
Kirby Puckett (CF). Retirado el 25 de mayo de 1997.
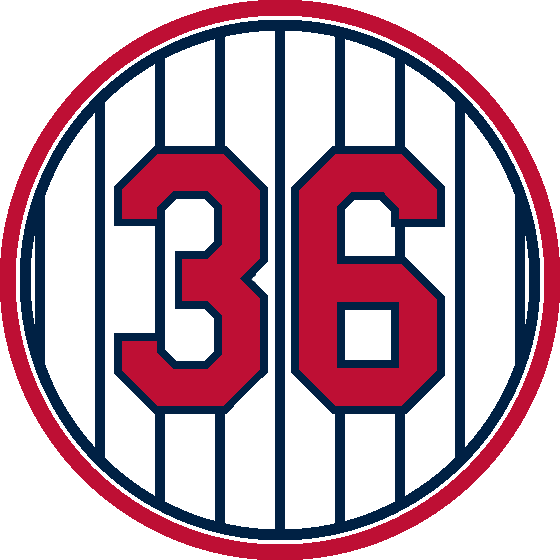
Jim Kaat (P). Numero 36 retirado el 16 de julio de 2022.
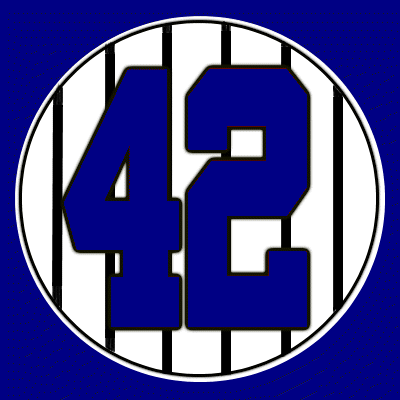
Jackie Robinson (2B). Retirado el de toda la MLB el 15 de abril de 1997.

## Palmarés
- Serie Mundial (3): 1924, 1987, 1991.

- Subcampeón Serie Mundial (3): 1925, 1933, 1965.

- Banderines de la Liga Americana (6):  1924, 1925, 1933, 1965, 1987, 1991.

- División Central AL (9): 2002, 2003, 2004, 2006, 2009, 2010, 2019, 2020, 2023.

- División Oeste AL (4): 1969, 1970, 1987, 1991.